# Сара Келер
Сара Келер (нім. Sarah Köhler, 20 червня 1994) — німецька плавчиня.
Чемпіонка світу з водних видів спорту 2019 року.
Призерка Чемпіонату Європи з водних видів спорту 2018 року.
Чемпіонка Європи з плавання на короткій воді 2017 року.